# Portigliola
Portigliola (Portigghiòla in calabrese, Portùla in greco-calabro) è un comune italiano di 1 011 abitanti della città metropolitana di Reggio Calabria in Calabria.

## Origini del nome
Il suo nome deriva dal latino Porti (cioè porta) con il suffisso grecanico diminutivo "-ooula"; in effetti nel medioevo vennero collocate dai feudatari di Gerace, nel territorio portigliolese, alcune porte e alcune torri (ancora oggi raffigurate sullo stendardo cittadino). 
Secondo un'altra etimologia invece, il nome deriverebbe da "Porti Aiuola" cioè "aiuola del porto", dalla sua vicinanza al porto dell'antica città greca.
Il suo territorio ricade infatti nell'area di scavi archeologici dei resti dell'antica Locri Epizephiri, in particolare della città bassa, comunemente chiamata "Centocamere", prossima al mare e divisa dall'allora presenza di un corso d'acqua e poi conservatesi per sommersione delle acque.
Alcuni storici dell'arte ritengono che reperti locresi di pregio siano stati trafugati e trasferiti all'estero, in particolare in Germania e negli Stati Uniti d'America (Getty Museum).

## Monumenti e luoghi d'interesse

### Architetture religiose
- Chiesa parrocchiale San Nicola di Bari
- Chiesa San Leonardo

### Architetture civili
- "Asso di coppe". Fontana monumentale posta nella piazza Giuseppe Garibaldi nel cuore del centro storico
- Torre Quadrata-Fortezza castellace. Ruderi di una torre adibita per l’avvistamento dei nemici tra i secoli XII e XVI.
- Teatro Greco-Romano. Situato in contrada Dromo.
- Ruderi Torre dei Corvi.
- Teca del Santuario di Zeus.
- Ruderi Torre Marzano.
- “Palatium di Quote San Francesco”.

## Società

### Evoluzione demografica
Abitanti censiti

## Amministrazione

Il gonfalone comunale

| Periodo          | Periodo          | Primo cittadino                                 | Partito                         | Carica                    | Note                 |
| ---------------- | ---------------- | ----------------------------------------------- | ------------------------------- | ------------------------- | -------------------- |
| 27 giugno 1985   | 23 giugno 1990   | Domenico Spagnolo                               | Democrazia Cristiana            | Sindaco                   | [ 5 ]                |
| 23 giugno 1990   | 24 aprile 1995   | Domenico Spagnolo                               | Democrazia Cristiana            | Sindaco                   | [ 5 ]                |
| 24 aprile 1995   | 14 giugno 1999   | Francesco Schirripa                             | Lista civica di centro-sinistra | Sindaco                   | [ 6 ]                |
| 14 giugno 1999   | 14 giugno 2004   | Francesco Schirripa                             | Lista civica                    | Sindaco                   | [ 7 ]                |
| 14 giugno 2004   | 26 gennaio 2007  | Cosimo Sebastiano Scarfò                        | Lista civica                    | Sindaco                   | [ 8 ] [ 9 ]          |
| 26 gennaio 2007  | 19 febbraio 2007 | Giovanni Barillà                                |                                 | Commissario prefettizio   | [ 10 ]               |
| 19 febbraio 2007 | 27 maggio 2007   | Giovanni Barillà                                |                                 | Commissario straordinario | [ 11 ]               |
| 29 maggio 2007   | 7 maggio 2012    | Pasqualino Panetta                              | Lista civica                    | Sindaco                   | [ 12 ]               |
| 7 maggio 2012    | 12 giugno 2017   | Rocco Luglio                                    | Lista civica                    | Sindaco                   | [ 14 ]               |
| 12 giugno 2017   | 16 giugno 2022   | Rocco Luglio                                    | Lista civica                    | Sindaco                   | [ 15 ] [ 16 ]        |
| 16 giugno 2022   | 10 giugno 2024   | Francesco Greco Luigi Guerrieri Giovanni Todini |                                 | Commissari straordinari   | [ 17 ] [ 18 ] [ 19 ] |
| 10 giugno 2024   | in carica        | Rocco Luglio                                    | Lista civica                    | Sindaco                   |                      |